# شيخة الصباح
الشيخة شيخة علي الجابر الصباح ممارسة يوغا كويتي ومؤسسة مركز تعليم اليوغا دار آتما. في عام 2025، أصبحت الصباح أول مواطنة كويتية تحصل على جائزة بادما شري الهندية؛ لمساهماتها في مجال اليوغا.

## الحياة المهنية

### تعليم اليوغا
شرعت الشيخة في ممارسة اليوغا في عام 2001 وأنشأت دار آتما في عام 2014، وكان أول ستوديو يوغا مرخص رسميًا في الكويت. ويقدم المركز برامج تتعلق بتعليم اليوجا واليقظة والعافية. ارتبطت أيضًا بمبادرة يوغا للشباب تسمى «شمس»، تعمل على تعزيز اليوغا بين الأطفال والمراهقين.

### مبادرات أخرى
اطلقت الشيخة في عام 2021 المبادرة الخيرية يُمناك لليمن التي تهدف إلى دعم اللاجئين اليمنيين والنازحين داخليًا. وفي جائحة فيروس كورونا شاركت في توزيع اللوازم التعليمية على الأطفال المحرومين في الكويت.
ونظمت فعاليات دولية للعافية، ونظمت جلسات ريكي جين كاي دو وتدريب الوعي في معهد مونرو في الولايات المتحدة.
وفي ديسمبر 2024، التقى رئيس الوزراء الهندي ناريندرا مودي بالشيخة الصباح خلال زيارته للكويت، وأشاد بمساهماتها في تعزيز اليوغا، وخاصة بين الشباب.

## الجوائز والتقديرات
فازت الشيخة في 25 يناير 2025 بجائزة بادما شري رابع أعلى وسام مدني في الهند؛ تقديرًا لعملها في مجال اليوغا. وكانت ثامن السبعة الفائزين الدوليين في ذلك العام.